# Liste der Kulturdenkmale in Manternach
In der Liste der Kulturdenkmale in Manternach sind alle Kulturdenkmale der luxemburgischen Gemeinde Manternach aufgeführt (Stand: 15. Juli 2025).

## Kulturdenkmale nach Ortsteil

### Berburg
| Bild | Bezeichnung                                                    | Lage                | Beschreibung | Stufe | Eingetragen seit  |
| ---- | -------------------------------------------------------------- | ------------------- | ------------ | ----- | ----------------- |
|      | Reste der Kernburg und der Wassergraben der alten Burg Berburg | Um Schlaass (Karte) |              | PCN   | 6. September 2018 |
|      | Reste des Vorhofes der Burg Berburg                            | Um Schlaass (Karte) |              | IS    | 30. März 2018     |

### Manternach
| Bild                             | Bezeichnung                                              | Lage                       | Beschreibung | Stufe | Eingetragen seit |
| -------------------------------- | -------------------------------------------------------- | -------------------------- | ------------ | ----- | ---------------- |
| Gebäude mit Grundstück           | Gebäude mit Grundstück                                   | 10, Syrdallstrooss (Karte) |              | PCN   | 15. Juni 2007    |
| Weitere Bilder                   | Pfarrkirche mit Friedhof, Lourdesgrotte und Gemeindehaus | 3, Kierchewee (Karte)      |              | PCN   | 2. März 2018     |
|                                  | Gebäude                                                  | 2, Schorenshaff (Karte)    |              | PCN   | 23. Oktober 2020 |
| Weitere Bilder                   | Getreidesilo der ehemaligen Fellmühle                    | (Karte)                    |              | PCN   | 4. Februar 2022  |
|                                  | Aquädukt                                                 | (Karte)                    |              | PCN   | 11. Februar 2022 |
| Gebäude der ehemaligen Fellmühle | Gebäude der ehemaligen Fellmühle                         | (Karte)                    |              | PCN   | 20. Januar 2023  |

### Münschecker
| Bild           | Bezeichnung                     | Lage    | Beschreibung | Stufe | Eingetragen seit |
| -------------- | ------------------------------- | ------- | ------------ | ----- | ---------------- |
| Weitere Bilder | Kapelle Saint-Jacques-le-Majeur | (Karte) |              | PCN   | 14. April 2025   |

Legende: PCN – Immeubles et objets bénéficiant des effets de classement comme patrimoine culturel national; IS – Immeubles et objets inscrits à l’inventaire supplémentaire

## Quelle
- Liste des immeubles et objets beneficiant d’une protection nationales, Nationales Institut für das gebaute Erbe, Fassung vom 11. Juli 2022, S. 87 f. (PDF)

- Karte mit allen Koordinaten:
- OSM |
- WikiMap

Bad Mondorf |
Bartringen |
Bauschleiden |
Bech |
Beckerich |
Befort |
Berdorf |
Bettemburg |
Bettendorf |
Betzdorf |
Bissen |
Biwer |
Burscheid |
Bous-Waldbredimus |
Clerf |
Colmar-Berg |
Consdorf |
Contern |
Dalheim |
Diekirch |
Differdingen |
Dippach |
Düdelingen |
Echternach |
Ell |
Ernztalgemeinde |
Erpeldingen an der Sauer |
Esch an der Alzette |
Esch an der Sauer |
Ettelbrück |
Fels |
Feulen |
Fischbach |
Flaxweiler |
Frisingen |
Garnich |
Goesdorf |
Grevenmacher |
Grosbous-Wahl |
Habscht |
Heffingen |
Helperknapp |
Hesperingen |
Junglinster |
Käerjeng |
Kayl |
Kehlen |
Kiischpelt |
Koerich |
Kopstal |
Lenningen |
Leudelingen |
Lintgen |
Lorentzweiler |
Luxemburg |
Mamer |
Manternach |
Mersch |
Mertert |
Mertzig |
Monnerich |
Niederanven |
Nommern |
Parc Hosingen |
Petingen |
Préizerdaul |
Pütscheid |
Rambruch |
Reckingen/Mess |
Redingen/Attert |
Reisdorf |
Remich |
Roeser |
Rosport-Mompach |
Rümelingen |
Saeul |
Sandweiler |
Sassenheim |
Schengen |
Schieren |
Schifflingen |
Schüttringen |
Stadtbredimus |
Stauseegemeinde |
Steinfort |
Steinsel |
Strassen |
Tandel |
Ulflingen |
Useldingen |
Vianden |
Vichten |
Waldbillig |
Walferdingen |
Weiler zum Turm |
Weiswampach |
Wiltz |
Winseler |
Wintger |
Wormeldingen